# 李芳瑜
李芳瑜（1980年8月21日—），藝名芳瑜，臺灣女藝人，出生於花蓮縣，淡江大學機械與機電工程學系畢業，曾擔任新聞主播、模特兒，現為通告藝人、節目主持人、活動主持人。

## 簡歷
李芳瑜，1980年8月21日出生於花蓮縣，父親是五星級飯店的總經理。芳瑜有一個姊姊，一個弟弟。李芳瑜兒時父母離異，三姊弟與媽媽搬至臺北，生活一度拮据。李芳瑜從高中開始四處打工賺錢，大學時期擔任平面模特兒，同時靠著兼差當Show Girl的經驗，擔任展場主持人。
2004年出道，進入沈玉琳的製作公司擔任節目主持人，同時於寰宇新聞二台擔任新聞主播四年，也在綜藝節目「女人我最大」裡面擔任女人軍團的成員。曾主持緯來電視台《不可思議的世界》、中天電視台《台湾脚逛大陆》、年代電視台《台灣人在大陸》、EYE TV 旅遊台《老外遊台灣》、幸福空間居家台《幸福空間》等節目。2014年擔任「momo購物型錄」內衣模特兒。

## 個人生活
2016年中登記結婚，對象為上市公司的董事，從事投資行業，名字叫「Lion」，年紀大芳瑜五歲，本名未公開。2018年5月生下一子。

## 外部連結
- 芳瑜 FiSha Lee的Facebook專頁
- 李芳瑜的Instagram帳戶